# День Реформации
День Реформации — праздник, отмечаемый христианскими церквями (в частности лютеранами и реформатами) 31 октября — в память о кануне Дня всех святых 1517 года, когда Мартин Лютер разослал свои знаменитые 95 тезисов местным епископам, чтобы они выступили против индульгенций и прибил их к двери церкви в Виттенберге — событие, считающееся официальным (формальным) началом Реформации в Европе.
Уже в XVI веке День реформации частично отмечался. Сначала использовали даты 10 ноября или 18 февраля (дни рождения и смерти Лютера); к тому же праздником был день Аугсбургского исповедания (25 июня). Курфюрст Саксонии Иоганн-Георг II в 1667 году объявил праздником 31 октября. Эта дата добилась признания в большинстве евангелических стран.
В лютеранской церкви День Реформации отмечается ежегодно. Литургический цвет — красный, символизирующий кровь мучеников святой Христианской веры.
Этот праздник является государственным в германских землях Бранденбург, Бремен, Гамбург, Мекленбург-Передняя Померания, Нижняя Саксония, Саксония, Саксония-Анхальт, Тюрингия и Шлезвиг-Гольштейн, а также в Словении и в Чили. В 1949—1967 годах был государственным праздником ГДР.
В 2017 году, в связи с 500 летним юбилеем со дня публикации 95 тезисов Мартина Лютера, 31 октября был объявлен государственным праздником во всех землях Германии.
Во время праздничных Богослужений читается Пс. 45, Деян. 19:23-34.
Ко Дню Реформации в Саксонии, Саксонии-Анхальт и Тюрингии традиционно пекут реформаторский хлеб и напоминающие розу Лютера сладкие реформаторские булочки.